# Charles F. Adams-klass
Charles F. Adams-klassen var en klass robotbeväpnade jagare som byggdes under slutet av 1950-talet och början av 1960-talet. Totalt 29 fartygs byggdes, 23 för USA:s flotta, tre för Västtysklands flotta och tre för Australiens flotta.
Fartygen i klassen började att moderniseras och livstidsförlängas i slutet av 1970-talet, men under regeringen Reagan avbröts moderniseringsprogrammet till förmån för nybyggnation av Ticonderoga-klass och Arleigh Burke-klass. Alla fartyg i amerikansk tjänst utrangerades runt 1990. Fyra fartyg såldes till Greklands flotta medan de övriga skrotades eller sänktes som skjutmål. De tyska och australiensiska fartygen utrangerades runt tio år senare. De grekiska fartygen var i tjänst några år in på 2000-talet innan även de skrotades.

## Konstruktion
Charles F. Adams-klassen är baserad på Forrest Sherman-klassen, men skrovet är förlängt med 6 meter för att ge plats åt ubåtsjaktsystemet ASROC mellan skorstenarna. Dessutom är det aktersta kanontornet utbytt mot en robotlavett för Tartar-robotar. De tretton första fartygen fick en Mk 11 lavett medan de följande fick en Mk 13. Trots att Mk 13 bara kunde avfyra en robot i taget (två för Mk 11) så var omladdningstiden bara åtta sekunder jämfört med arton sekunder för Mk 11. Mk 13 kunde dessutom laddas med upp till sju olika typer av robotar (åtta om man även räknar med den övningsrobot som var hårdkodad i systemet) vilket gjorde det möjligt att avfyra t.ex. Harpoon-robotar. Även Mk 11 fick kapacitet att avfyra Harpoon-robotar i samband med New Threat Upgrade.

## New Threat Upgrade
I slutet av 1970-talet stod det klart att den första generations robotjagare inte hade den kapacitet som behövdes för att erbjuda ett effektivt luftförsvar. Därför planerades moderniseringsprogrammet New Threat Upgrade för alla fartygsklasser beväpnade med Tartar-, Terrier- eller Talos-robotar. Uppgraderingen innebar att luftvärnsrobotarna byttes ut mot modernare Standard MR- eller Standard ER-robotar. Även radar-, eldlednings- och stridsledningssystemen moderniserades. Men på grund av prioritering av nybyggnation så var det bara Tattnall, Goldsborough och Benjamin Stoddert som fick en komplett modernisering. På övriga fartyg genomfördes den bara delvis.

## Användning
Jagarna i Charles F. Adams-klassen har spelat en viktig roll i många av USA:s insatser under kalla kriget; Kubakrisen, Vietnamkriget, Gisslankrisen i Iran, Inbördeskriget i Libanon, operation Praying Mantis och Invasionen av Grenada. Vid tiden för Kuwaitkriget var jagarna vid slutet av sin livslängd och bara två, den amerikanska USS Sampson och den australiensiska HMAS Brisbane, var på plats i Persiska viken för operation Desert Shield.

## Export

### Västtyskland
Tre fartyg (Lütjens, Mölders och Rommel) byggdes för Deutsche Marine under slutet av 1960-talet. Lütjens-klassen var de sista ångdrivna fartygen i tyska flottan och också de sista jagarna i tyska flottan. Trots att ersättaren (Sachsen-klass) är både större och kraftigare beväpnade så klassas de ändå som fregatter.
De tyska fartygen skiljer sig från de amerikanska genom att ha ytterligare en mast på den bakre skorstenen för en 3D luftspaningsradar. Det har också gjort att skorstenen har en annorlunda utformning för att inte störa radarn. De har också mindre djupgående genom att sonaren har flyttats till en bulb.

### Australien

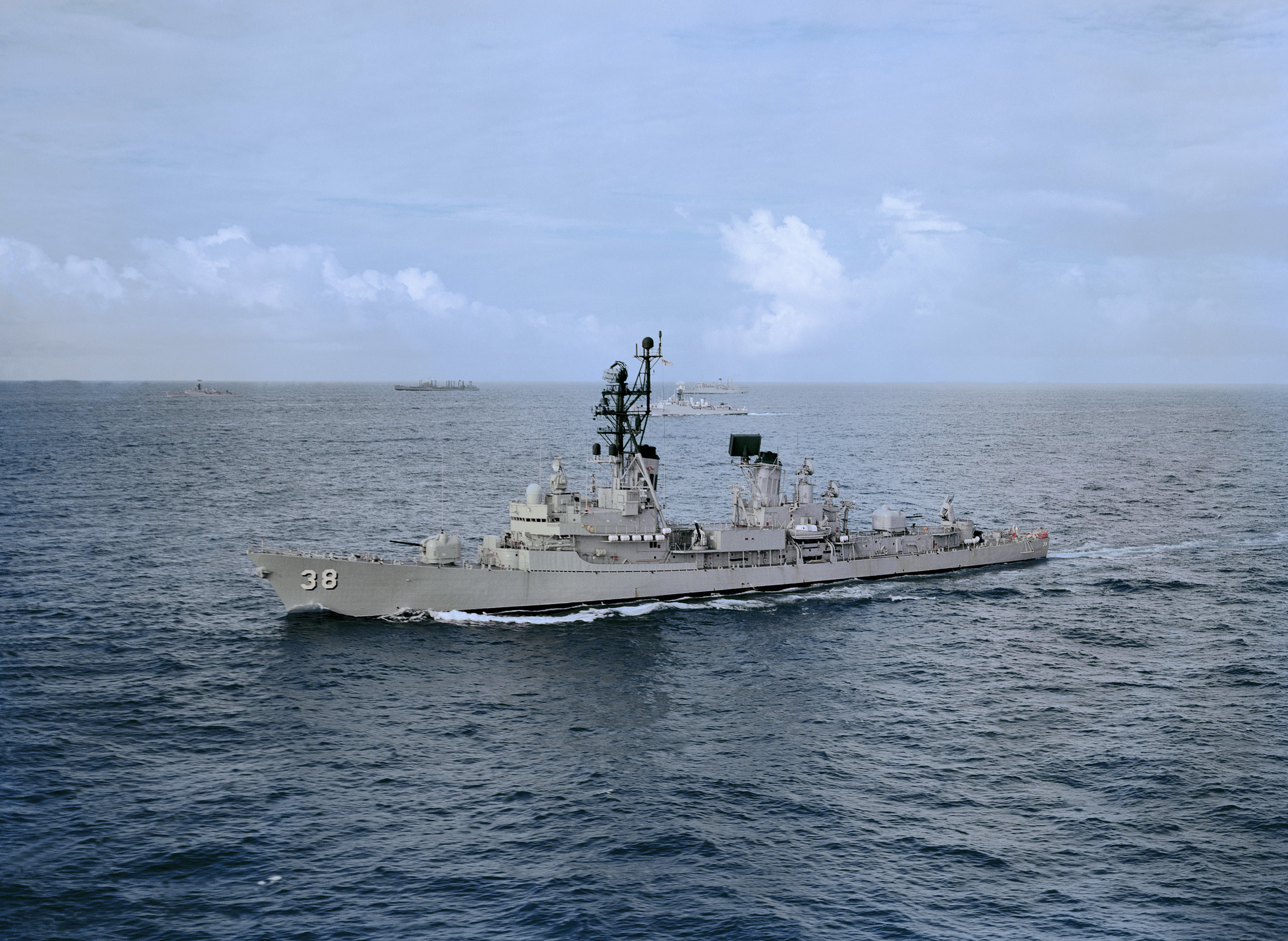
HMAS Perth (D38), 1990. Mellan skorstenarna syns Ikara-systemet och den lådformade överbyggnaden för Ikara-robotarna.

Tre fartyg (Perth, Hobart och Brisbane) byggdes för Australiens flotta i början av 1960-talet. Trots det stora brittiska inflytandet och arvet i den australiensiska flottan så valde man för första gången att köpa in en amerikansk design eftersom Charles F. Adams-klassen var på flera punkter överlägsen det brittiska alternativet County-klassen.
De australiensiska fartygen skiljer sig från de amerikanska genom att ha två stycken Ikara-system i stället för ASROC. Dessa togs bort i samband med moderniseringen 1990–1991 och ersattes med Phalanx-kanoner.
De australiensiska jagarna deltog i Vietnamkriget som en del av den amerikanska sjunde flottan. Deras huvudsakliga uppgift var beskjutning av landmål, men även som luftförsvarseskort. De deltog i operation Market Time och operation Sea Dragon vars syfte var att förhindra försörjning av nordvietnamesiska styrkor sjövägen. Under kriget så träffades Perth av nordvietnamesisk artillerield i oktober 1967 medan Hobart anfölls av misstag av USA:s flygvapen i juni 1968.
Perth-klassen utrangerades mellan 1999 och 2001. Alla tre sänktes för att fungera som konstgjorda rev; Perth utanför Albany, Hobart utanför Yankalilla och Brisbane utanför Mooloolaba. Kommandobryggan och det främre kanontornet från Brisbane står bevarade vid Australian War Memorial i Canberra.

### Grekland
I en strävan att modernisera sin flotta köpte Greklands flotta i början av 1990-talet fyra stycken Charles F. Adams-klass jagare från USA:s flotta som efter kalla krigets slut hade ett överskott av fartyg. Fartygen som döptes till Kimon (f.d. USS Semmes), Nearchos (f.d. USS Waddell), Formion (f.d. USS Joseph Strauss) och Themistocles (f.d. USS Berkeley) ersatte äldre jagare av Fletcher-klass, även de köpta från USA. Man köpte även jagaren USS Richard E. Byrd för att användas som reservdelar till de övriga fartygen. De var dock bara i grekisk tjänst i drygt tio år innan de skrotades.

## Fartyg i klassen
USA:s flotta
| Namn                           | Sjösatt          | Tagen i tjänst    | Avrustad          | Öde                                                                            |
| ------------------------------ | ---------------- | ----------------- | ----------------- | ------------------------------------------------------------------------------ |
| USS Charles F. Adams (DDG-2)   | 8 september 1959 | 10 september 1960 | 1 augusti 1990    | Museifartyg i Jacksonville, Florida                                            |
| USS John King (DDG-3)          | 30 januari 1960  | 4 februari 1961   | 30 mars 1990      | Skrotad i februari 1999                                                        |
| USS Lawrence (DDG-4)           | 27 februari 1960 | 6 januari 1962    | 30 mars 1990      | Skrotad i februari 1999                                                        |
| USS Claude V. Ricketts (DDG-5) | 14 juni 1960     | 5 maj 1962        | 31 oktober 1989   | Skrotad i november 2002                                                        |
| USS Barney (DDG-6)             | 10 december 1960 | 11 augusti 1962   | 17 december 1990  | Skrotad i februari 2006                                                        |
| USS Henry B. Wilson (DDG-7)    | 22 april 1959    | 17 december 1960  | 2 oktober 1989    | Sänkt som skjutmål 15 augusti 2003                                             |
| USS Lynde McCormick (DDG-8)    | 28 juli 1959     | 3 juni 1961       | 1 oktober 1991    | Sänkt som skjutmål 14 februari 2001                                            |
| USS Towers (DDG-9)             | 23 april 1959    | 6 juni 1961       | 1 oktober 1991    | Sänkt som skjutmål 9 oktober 2002                                              |
| USS Sampson (DDG-10)           | 21 maj 1960      | 24 juni 1961      | 24 juni 1991      | Skrotad i oktober 2003                                                         |
| USS Sellers (DDG-11)           | 9 september 1960 | 28 oktober 1961   | 31 oktober 1989   | Skrotad i september 2004                                                       |
| USS Robison (DDG-12)           | 27 april 1960    | 9 december 1961   | 1 oktober 1991    | Skrotad i juni 1994                                                            |
| USS Hoel (DDG-13)              | 4 augusti 1960   | 16 juni 1962      | 1 oktober 1990    | Konverterad till kraftverkspråm i Manaus, Brasilien 1997                       |
| USS Buchanan (DDG-14)          | 11 maj 1960      | 7 februari 1962   | 1 oktober 1991    | Sänkt som skjutmål 14 juni 2000                                                |
| USS Berkeley (DDG-15)          | 29 juli 1961     | 15 december 1962  | 30 september 1992 | Såld till Grekland som Themistocles 1 oktober 1992. Skrotad i februari 2004    |
| USS Joseph Strauss (DDG-16)    | 9 december 1961  | 20 april 1963     | 1 februari 1990   | Såld till Grekland som Formion 1 oktober 1992. Skrotad i februari 2004         |
| USS Conyngham (DDG-17)         | 18 maj 1962      | 13 juli 1963      | 30 oktober 1990   | Skrotad i april 1994                                                           |
| USS Semmes (DDG-18)            | 20 maj 1961      | 10 december 1962  | 14 april 1991     | Såld till Grekland som Kimon 13 september 1991. Skrotad hösten 2006            |
| USS Tattnall (DDG-19)          | 26 augusti 1961  | 13 april 1963     | 18 januari 1991   | Skrotad i mars 2000                                                            |
| USS Goldsborough (DDG-20)      | 15 december 1961 | 9 november 1963   | 29 april 1993     | Såld till Australien som reservdelar. Skrotad i augusti 1994.                  |
| USS Cochrane (DDG-21)          | 18 juli 1962     | 21 mars 1964      | 1 oktober 1990    | Skrotad i november 2000                                                        |
| USS Benjamin Stoddert (DDG-22) | 8 januari 1963   | 12 september 1964 | 20 december 1991  | Sjönk 3 februari 2001 på väg till skrotning                                    |
| USS Richard E. Byrd (DDG-23)   | 6 februari 1962  | 7 mars 1964       | 27 april 1990     | Såld till Grekland som reservdelar. Sänkt som skjutmål 19 juni 2003            |
| USS Waddell (DDG-24)           | 26 februari 1963 | 28 augusti 1964   | 1 oktober 1992    | Såld till Grekland som Nearchos 1 oktober 1992. Sänkt som skjutmål 29 maj 2006 |

 Bundesmarine
| Namn           | Sjösatt         | Tagen i tjänst   | Avrustad          | Öde                                      |
| -------------- | --------------- | ---------------- | ----------------- | ---------------------------------------- |
| Lütjens (D185) | 11 augusti 1967 | 22 mars 1969     | 18 december 2003  | Skrotad 2012                             |
| Mölders (D186) | 13 april 1967   | 23 februari 1969 | 28 maj 2003       | Museiefartyg i Wilhelmshaven             |
| Rommel (D187)  | 1 februari 1969 | 2 maj 1970       | 30 september 1998 | Plundrad på reservdelar och skrotad 2004 |

 Australiens flotta
| Namn                 | Sjösatt           | Tagen i tjänst   | Avrustad        | Öde                                                                                             |
| -------------------- | ----------------- | ---------------- | --------------- | ----------------------------------------------------------------------------------------------- |
| HMAS Perth (D 38)    | 26 september 1963 | 17 juli 1965     | 15 oktober 1999 | Sänkt som konstgjort rev 24 november 2001                                                       |
| HMAS Hobart (D 39)   | 9 januari 1964    | 18 december 1965 | 12 maj 2000     | Sänkt som konstgjort rev 5 november 2002                                                        |
| HMAS Brisbane (D 41) | 5 maj 1966        | 16 december 1967 | 19 oktober 2001 | Sänkt som konstgjort rev 31 juli 2005. Kommandobryggan och ett kanontorn är bevarat i Canberra. |